# Cartel de Santa (álbum)
Cartel de Santa é estreia álbum de estúdio do grupo mexicano, Cartel de Santa. O álbum foi lançado em 2003.

## Lista de músicas
| N.º | Título                    | Participação especial    | Duração |  |
| 1.  | "Intro"                   |                          | 0:29    |  |
| 2.  | "Todas Mueren Por Mí"     |                          | 3:44    |  |
| 3.  | "Asesino de Asesinos"     |                          | 3:42    |  |
| 4.  | "Cannabis"                |                          | 3:19    |  |
| 5.  | "Jake Mate"               | Sick Jacken              | 2:26    |  |
| 6.  | "Rima 1"                  |                          | 0:41    |  |
| 7.  | "Burreros"                |                          | 3:05    |  |
| 8.  | "Perros"                  |                          | 3:38    |  |
| 9.  | "Quinto Elemento"         |                          | 3:22    |  |
| 10. | "Rima 2"                  |                          | 0:40    |  |
| 11. | "NTN"                     |                          | 4:04    |  |
| 12. | "La Pelotona"             |                          | 3:42    |  |
| 13. | "Rima 3"                  |                          | 0:47    |  |
| 14. | "Super MC's"              | Real Academia de La Rima | 4:02    |  |
| 15. | "Mi Ciudad"               |                          | 3:29    |  |
| 16. | "Para Aquí O Para Llevar" |                          | 3:19    |  |
| 17. | "Chinga a los Racistas"   |                          | 3:20    |  |
| 18. | "Rima 4"                  |                          | 1:01    |  |
| 19. | "Factor Miedo"            |                          | 3:52    |  |
| 20. | "Intenta Rimar"           |                          | 4:31    |  |